# Carl Hartmann
Carl Hartmann (Potsdam, 24 agosto 1903 – 24 giugno 1943) è stato un calciatore tedesco, di ruolo attaccante.